# ألان بوليدو
ألان بوليدو (بالإسبانية: Alan Pulido)‏؛ مواليد 8 مارس 1991 في تاماوليباس، المكسيك، هو لاعب كرة قدم مكسيكي يلعب لنادي تغريز أونال ومنتخب المكسيك لكرة القدم فئة الشباب كمهاجم. بدأ ألان بوليدو مسيرته الرياضية عام 2010.

## روابط خارجية
- ألان بوليدو على موقع الدوري الأمريكي (الإنجليزية)
- ألان بوليدو على موقع قاعدة بيانات كرة القدم.إي يو (الإنجليزية)
- ألان بوليدو على موقع ناشيونال فوتبول تيمز (الإنجليزية)
- ألان بوليدو على موقع Soccerway.com (الإنجليزية)
- ألان بوليدو على موقع عالم كرة القدم.نت (الإنجليزية)
- ألان بوليدو على موقع كووورة
- ألان بوليدو على موقع أوليمبيديا (الإنجليزية)
- ألان بوليدو على موقع AS.com (الإسبانية)